# 彰化開化寺
24°04′43″N 120°32′27″E / 24.078731°N 120.540886°E
彰化開化寺，俗稱觀音亭，是位於臺灣彰化縣彰化市的觀音寺，為彰化縣定古蹟。

## 沿革

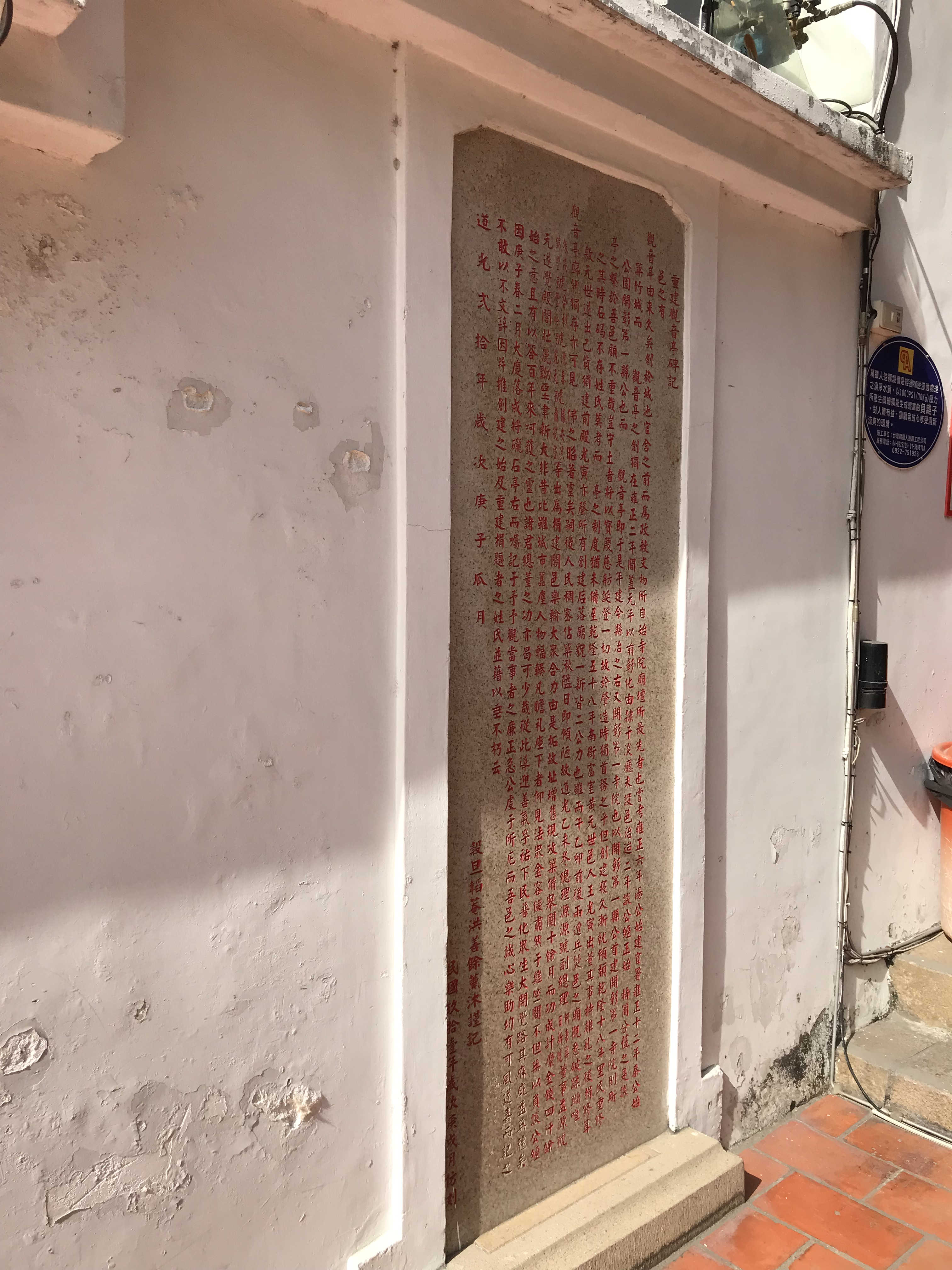
重修觀音亭碑

又稱「觀音亭」的開化寺是清治時期雍正二年（1724年）由首任彰化縣知縣談經正倡建。因乃彰化設縣後第二年動工興建，有「開彰第一寺院」之稱。寺無僧人主持，為屬於通俗佛教的施主廟。乾隆十八年（1753年）重修，後因乾隆時期的陳周全抗清，此寺被作為抗清指揮重地而損毀。道光二十年（1840年）重建，並鐫石銘記於廟右隴石。咸豐十年（1860年）再毀於火災。
日治時期，山川門因道路拓寬而拆除，改於北側築一門樓。1945年因受盟軍轟炸而受損，戰後時期乃由施能達、黃妙火等人倡議重修，至1946年6月19日完成重修工程。當時彰化市公所接管了十五間寺廟，廢除原有之管理委員會等管理組織，包括開化寺、元清觀、關帝廟、南瑤宮等古蹟。1968年開化寺重修正殿神龕彩繪。過去寺廟曾遭人長年霸佔，1996年5月7日市民代表黃正義質詢下，市長葉滿盈反應會派人處理。
九二一大地震時，彰化市公所管理的古蹟廟宇中，以開化寺受損最重。行政院文建會編列整修經費，由慶洋營造公司承包，自2001年2月21日開始動工整修。整修被九二一重建委員會評定不及格，是全臺灣評分較差者，引起縣長翁金珠重視，遂在2003年5月23日邀請專家和市公所人員至現場了解，望在驗收前趕快補救。整修補助費為新台幣三千五百萬元，於2012年底完工，翌年4月29日舉行祈福安座大典，佛光山釋心定及彰化市長溫國銘等人共同剪綵。

## 資產
廟址位在中華路134號，屬光華里。1985年11月27日指定為三級古蹟，現為縣定古蹟。 
依1979年10月林衡道調查：廟身建築格局分別為山門、正殿、後殿。正殿供奉觀音，旁有十八羅漢，有道光廿年（1840年）的重修觀音亭碑、及乾隆卅九年（1774年）「渡世慈航」、道光十二年（1832年）「聖德慈心」、同治十年（1871年）「現大慈悲」、光緒十年（1884年）「慈航普渡」等匾額。後殿供奉三官大帝，並有乾隆五十九年（1794年）「寶殿圓通」匾額；龍邊供奉註生娘娘，前懸有道光立「慈心保赤」匾；虎邊供奉痘公痘婆，懸有道光立「聖德資生」匾。左廂供奉施主的長生祿位。
其中，痘公痘婆為醫治天花之神，少見祭祀。女性會向此對神祈求美貌與姻緣。
此外，廟身左側的日治時代二層樓建築，為黃妙火所經營的商店舊址。

## 祭祀
逢農曆二月十九日觀音聖誕日、六月十九觀音成道日、九月十九日觀音出家日，都有許多信眾前來參拜。

## 外部連結
- 彰化開化寺的Facebook專頁
- 開化寺——文化部文化資產局 （页面存档备份，存于）